# NTTプライム・スクウェア
NTTプライム・スクウェア株式会社（エヌ・ティ・ティプライム・スクウェア、略称・NTT-PS、英: NTT Prime Square Inc.）は、クラウド型デジタルコンテンツ配信サービス「ファンプラス」等を企画・運営していたNTTグループの企業である。

## 概要
日本電信電話株式会社（NTT）の100％子会社であるNTTインベストメント・パートナーズ株式会社（現：株式会社ドコモ・イノベーションベンチャーズ）とKADOKAWAグループのデジタル戦略子会社である株式会社角川コンテンツゲート（現：株式会社ブックウォーカー）が設立した合弁会社である。
社名は、「お客様一人ひとりにとって最高の（Prime：プライム）コンテンツが集まる場（Square：スクウェア）を提供したい」という願いを込めてつけられた。
主な事業として、クラウド型デジタルコンテンツ配信サービス「ファンプラス」、アバターコミュニティサービス「ふぁんぷらぷら」、法人向けクラウド型コンテンツ作成・配信サービス「ハイブリッドコンテンツ・プラットフォーム」などを行っていた。 

## 沿革
- 2009年
  - 11月6日　株式会社角川グループホールディングスと日本電信電話株式会社が事業提携[1]
- 2010年
  - 2月10日　NTTプライム・スクウェア株式会社を設立（東京都千代田区大手町）[2]
  - 4月28日　東京都港区南麻布に移転
  - 5月12日　コンテンツプロバイダー向けサービス発表会を開催（場所：原宿クエストホール）コンテンツショップ募集開始[3]
- 2011年
  - 2月16日　「Fan+ KICK OFF MEETING」を開催（場所：恵比寿ガーデンプレイス ザ・ガーデンホール）[4]
  - 2月16日　Fan+ Connect （ファンプラス・コネクト）を期間限定で提供開始[5]
  - 4月14日　クラウド「ファンプラス」を提供開始（パソコン、スマートフォン（Android）、ケータイに対応）[6]
  - 11月9日　ファンプラスがiPhone、iPod touchに対応[7]
  - 11月21日　アバターコミュニティサービス「ふぁんぷらぷら」を提供開始[8]
  - 12月6日　ファンプラスがiPad、iPad 2に対応[9]
- 2012年
  - 7月3日　テレビ東京の情報バラエティ「オードリーの神アプリ＠新世紀－UP DATE」を番組提供
  - 7月19日　デジタルハリウッド大学と産学連携共同研究｢NTTデジタルコンテンツ研究プロジェクト｣を開始
  - 8月31日　法人向けクラウド型コンテンツ作成・配信サービス「ハイブリッドコンテンツ・プラットフォーム」を提供開始[10]
  - 9月14日　「初音ミク」夏祭り2012 in 横浜・八景島シーパラダイス「ANGEL Project presents -HATSUNE Appearance-」をイベント協賛[11]
  - 10月31日　ファンプラスのケータイ向けサービスを提供終了[12]
- 2013年
  - 1月4日　TOKYO FMの育てるアイドル声優バラエティ｢ラブコエラジオ｣を番組提供[13]
  - 1月31日　ファンプラスのショップ数が100ショップ突破
  - 3月23日　「全日本声優コンテスト～声優魂～」をイベント協賛（主催：一般社団法人 国際声優育成協会、場所：東京ビッグサイト）[14]
  - 6月28日　「ふぁんぷらぷら」サービス提供を終了。ファンプラスにおける新規会員登録及び商品購入の停止
  - 11月30日　ファンプラスのサービス提供を終了。会社解散[15]